# Beni, Kongo-Kinshasa
Beni är en stad i Kongo-Kinshasa. Den ligger i provinsen Norra Kivu, i den nordöstra delen av landet, 1 700 km öster om huvudstaden Kinshasa. Antalet invånare är 355 160.